# Romances et Confidences
Pour plus de détails, voir Fiche technique et Distribution.
Romances et Confidences (Romanzo popolare) est un film italien réalisé par Mario Monicelli, sorti en 1974 en Italie et en 1978 en France.
Il s'agit d'une comédie ironique et mélancolique qui se transforme en mélodrame, qui traite de thèmes comme le conflit entre nord et sud, les différences sociales entre travailleurs et patrons, l'émancipation de la femme, et l'irruption dans la société italienne de nouveaux us et coutumes. Grâce à la mise en scène de Lorenzo Baraldi (it), le film décrit efficacement les ambiances et les tenues des années 1970.

## Synopsis
Giulio Basletti est un ouvrier métallurgiste milanais, célibataire, fervent activiste syndical et supporter du Milan AC. Il revoit après dix-sept ans Vincenzina, la fille d'un de ses collègues qui a émigré depuis le sud, de la province d'Avellino en Campanie, qu'il avait tenue sur les fonts baptismaux. Après quelques mois, ils se marient et mettent au monde un enfant.
Le policier anti-émeutes Giovanni est frappé à la tête, lors d'une manifestation qui tourne à l'affrontement avec la police, par un objet en métal. Le coupable est identifié comme étant Salvatore Armetta, un voisin et ami de Giulio. Giovanni se rend alors dans l'immeuble où réside Salvatore Armetta où il rencontre une opposition ferme de Giulio et l'indignation des voisins. Salvatore rencontre ensuite Giovanni et, à travers leur passion commune pour le football, devient son ami puis commence à le fréquenter.
Quand un deuil frappe la famille de Vincenzina, Giulio se rend chez sa femme en Campanie pour les funérailles. Quand il rentre, obsédé par l'idée de la tromperie, il découvre que ses craintes sont fondées quand il entend un dialogue entre elle et Giovanni sans les voir. Lors des aveux de son épouse, il cherche d'abord à se contrôler, montrant ses idées larges, prêt à accepter la morale moderne, à condition que cette infidélité reste secrète.
Il reçoit néanmoins une lettre anonyme qui dénonce cette tromperie, qui est donc connue à l'extérieur. Il chasse théâtralement femme et enfant, tente de se suicider au gaz, pour ensuite changer d'avis et décider de venger son honneur. Il se rend armé chez Giovanni, où Vincenzina vient de se réfugier. Elle se cache avec son fils dans la salle de bains, assistant à la prise de bec des deux hommes, lors de laquelle Giovanni révèle qu'il est l'auteur de la missive, qui dégénère ensuite en une revendication de leur « propriété commune ». Indignée, Vincenzina fuit par la fenêtre en les abandonnant tous les deux, décidant ainsi de son avenir.
Quelques années plus tard, Giulio est à la retraite. Vincenzina est chef de département et membre du comité d'entreprise dans l'industrie du vêtement. Seul leur fils les lie encore. Quant à Giovanni, il a été muté dans une autre préfecture de police et a fondé une famille. Giulio tente, à la fin, une réconciliation qui devrait se concrétiser par une invitation à déjeuner.

## Fiche technique
- Titre original : Romanzo popolare
- Titre français : Romances et Confidences
- Réalisation : Mario Monicelli, assisté de Carlo Vanzina
- Scénario : Agenore Incrocci, Furio Scarpelli, Mario Monicelli
- Direction artistique : Lorenzo Baraldi
- Photographie : Luigi Kuveiller
- Montage : Ruggero Mastroianni
- Musique : Enzo Jannacci
- Production : Edmondo Amati
- Société(s) de production : Capitolina produzioni cinematografiche, Les films Galaxie
- Pays d'origine : Italie
- Langue originale : italien
- Format : couleur, sonore
- Genre : Comédie dramatique
- Durée : 102 minutes
- Dates de sortie :
  -  Italie : 29 octobre 1974
  -  France : 8 mars 1978
- Affiche : René Ferracci (France)

## Distribution
- Ugo Tognazzi : Giulio Basletti
- Ornella Muti : Vincenzina Rotunno
- Michele Placido : Giovanni Pizzullo
- Pippo Starnazza : Salvatore
- Nicolina Papetti : l'épouse de Salvatore
- Vincenzo Crocitti
- Alvaro Vitali

## Prix et récompenses
- Prix David di Donatello du meilleur scénario en 1975

## Autour du film
Romanzo Popolare a été un des plus grands succès de la saison 1974-75, encaissant plus d'un milliard et demi de lires lors de sa sortie. Le film aurait dû se dérouler à Rome, avec Nino Manfredi comme acteur principal. La version italienne du film prend du relief avec le langage populaire des personnages, comme le jargon syndicalisto-politique avec un fort accent milanais et riche de métaphores footballistiques de Ugo Tognazzi, auquel s'opposent la langue ingénue de Vincenzina et les lourdes inflexions méridionales de Giovanni.
Au générique, on remarque Carlo Vanzina comme assistant réalisateur. Beppe Viola (it), écrivain et journaliste sportif, est l'auteur des dialogues et interprète l'ouvreur du cinéma hostile à l'entrée de Vincenzina. On note aussi l'apparition de Alvaro Vitali, dans le rôle d'un habitant du même village que Vincenzina et qui conduit une Fiat sur une bretelle d'autoroute.
La bande son est de Enzo Jannacci. La chanson Vincenzina e la fabbrica (it) (« Vincenzina et l'usine ») se détache du lot. Ce morceau est chanté par Enzo Janacci et sera repris en 1977 par Mina sur le disque Mina quasi Jannacci (it).

## Lieux du tournage
Les scènes à l'extérieur de l'usine ont été tournées à Milan, dans le quartier de Lambrate, près de l'ancienne entreprise Innocenti, site partiellement démantelé dans les années 1990 mais à l'intérieur duquel l'entreprise Innocenti Sant'Eustacchio (it) est toujours active.
Plusieurs scènes du film ont été tournées dans le quartier populaire de Nuova Torretta, rue Antonio Maffi, à Sesto San Giovanni.
Le village de Montecagnano est imaginaire. Le bourg représenté sur la photo de la revue est en fait Calcata dans la province de Viterbe.
La bretelle d'autoroute, présentée comme un exemple de travaux publics inutiles, est une portion du raccord de Castel Madama avec l'autoroute italienne A24.